# Ferma Hadleigh

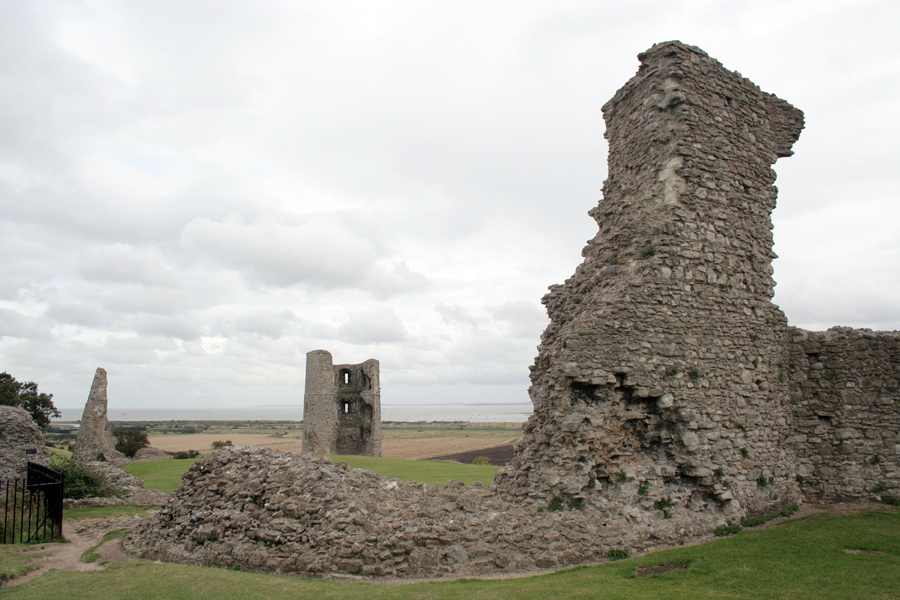
Rămăşiţele castelului Hadleigh, vizibile din Ferma Hadleigh

Ferma Hadleigh este locul de desfășurare a probelor sportive de ciclism montan din cadrul Jocurilor Olimpice și Paralimpice de vară din 2012 și este localizată în Hadleigh, la marginea districtului Castle Point, aflându-se la 50 km nord-est de Londra.
Pentru probele sportive de ciclism montan se vor crea tribune temporare care să susțină aproximativ 3.000 de persoane. În jurul pistei, spectatorii pot urmări competiția fără să plătească bilet. Traseul a fost prima dată conceput în luna iulie a anului 2010, dar finalizat în luna martie a anului 2011. Încă nu s-a făcut o decizie concludentă privind continuitatea folosirii acestui traseu după JO. Traseul ocolește rămășițele castelului Hadleigh (imagine).
Ferma Hadleigh ocupă o suprafață de circa 550 de acri. Acest loc a fost selectat pentru organizarea probelor sportive de ciclism montan deoarece îndeplinește condițiile provocării unei curse potrivite. De asemenea, tribunele vor fi amplasate chiar și printre copaci, lângă zonă existând o pădure.